# XXVI Генеральная ассамблея Международного астрономического союза

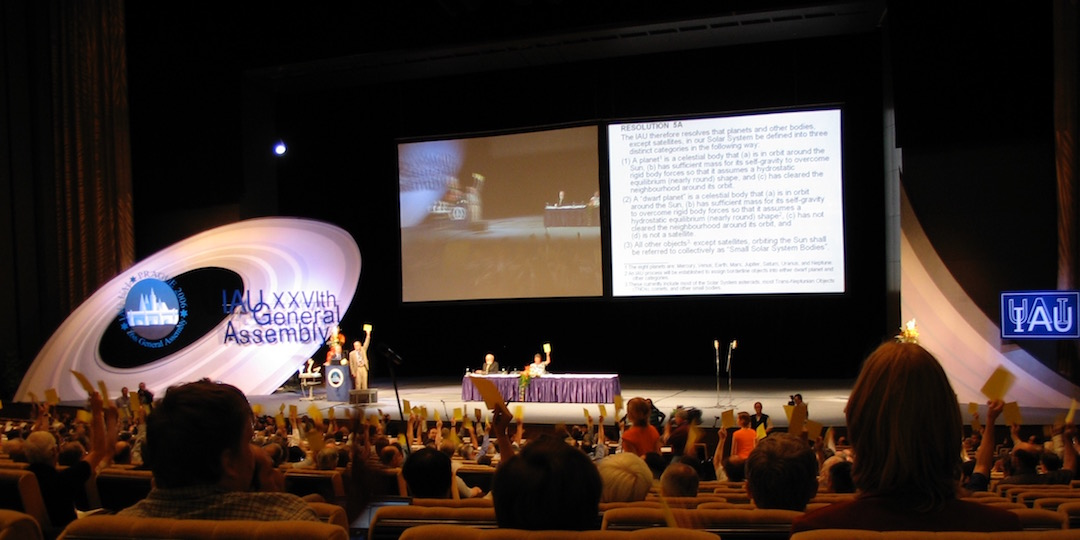
Пленарное заседание XXVI Генеральной ассамблеи МАС 24 августа 2006 года, голосование за принятие определение термина «планета»

XXVI Генеральная ассамблея Международного астрономического союза — международная конференция, организованная Международным астрономическим союзом и проходившая в Праге 14—25 августа 2006 года.
24 августа участниками ассамблеи было принято решение изменить определение термина «планета». Теперь официально планетой Солнечной системы называется небесное тело, удовлетворяющее всем следующим условиям:
- обращающееся по орбите вокруг Солнца (то есть не являющееся спутником другого тела);
- обладающее достаточной гравитацией, чтобы иметь форму, близкую к шару;
- вблизи орбиты которого имеется «пространство, свободное от других тел».

Последнее уточнение насчет свободного пространства, добавленное на ассамблее, означает, что на орбите планеты нет небесных тел, не являющихся её спутниками.
Ассамблея явно декларировала, что Плутон не является планетой. Он удовлетворяет только двум первым критериям, использовавшимся ранее, и не удовлетворяет новому критерию. Его классификация изменена на «карликовая планета». К этой группе также отнесли Эриду, Цереру, а позднее — Макемаке и Хаумеа.
Данное определение ограничено Солнечной системой, то есть Ассамблея никак не пыталась классифицировать тела, называемые экзопланетами.

## Предыстория
Случай с Плутоном не является первым в истории. Когда в 1801 году открыли Цереру (ныне карликовая планета), её причислили к планетам. Однако к 1851 году таких объектов между Марсом и Юпитером было известно уже 15, и в итоге "планет" стало 23. Было решено создать новую категорию объектов — астероиды, причислив к ней все объекты между Марсом и Юпитером. Планет стало восемь.
Сам Плутон был открыт в 1930 году, и стал девятой планетой. Изначально считалось, что новый объект по размерам превосходит Меркурий, однако после открытия Харона, спутника планеты, Плутон оказался самой маленькой планетой и по размеру, и по массе, хотя и крупнее той же Цереры.
С 1992 года в области рядом с Плутоном стали открывать всё новые объекты. Эта область получила именование Пояс Койпера. Оказалось, что у многих таких объектов орбитальные характеристики схожи с таковыми у Плутона, их стали называть «плутино». Это положило начало дебатов о том, стоит ли считать Плутон планетой.
В 2000-е годы было открыто несколько крупных, сопоставимых по размеру и массе с Плутоном объектов: Квавар, Макемаке, Хаумеа, Седна и Эрида (последнюю вообще называли десятой планетой). Было принято решение либо сделать эти объекты планетами, либо переклассифицировать их в новую категорию. В 2005 году МАС предложил следующие три варианта того, что стоит считать планетой:
По распространённому мнениюесли многие называют объект планетой, значит так оно и есть;
По формеЕсли объект может принять сферическую форму и не является звездой или спутником, то это планета;
По орбитеЕсли объект может расчистить свою орбиту от посторонних объектов, то это планета.

## Проекты резолюций

### Первый проект

Схема первого проекта

Опубликован 16 августа 2006 года. Был основан на втором из трёх вышеуказанных пунктов, предложенных МАС. Звучал следующим образом:

Планета — это небесное тело, имеющее (а) достаточную массу, чтобы войти в гидростатическое равновесие (принять круглую форму) и (б) вращается по орбите вокруг звезды, при этом не являясь звездой или спутником планеты.
Оригинальный текст (англ.)A planet is a celestial body that (a) has sufficient mass for its self-gravity to overcome rigid body forces so that it assumes a hydrostatic equilibrium (nearly round) shape, and (b) is in orbit around a star, and is neither a star nor a satellite of a planet.

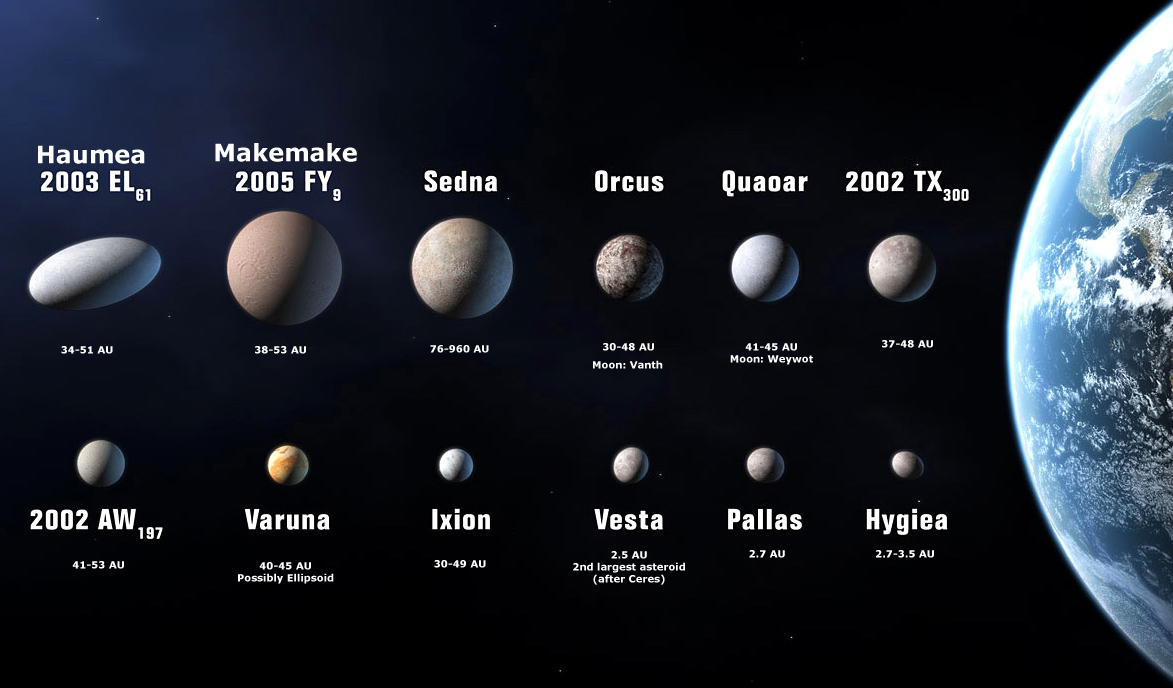
12 объектов, которые могли бы стать планетами согласно этому проекту

Такая классификация добавила бы в Солнечную систему ещё 3 планеты, их бы стало 12:
- Церера — на тот момент астероид в поясе астероидов.
- Харон — спутник Плутона, их иногда считают «двойной планетой».
- Эрида — по массе превосходит Плутон.

Этот проект широко освещался в СМИ. Но у него была одна проблема — под эту категорию могло подойти гораздо больше объектов. Так, Майкл Браун заявлял, что таких известных на тот момент объектов — 53, а в перспективе — будет более 200.
Также, согласно данному проекту, два объекта, соответствующие всем критериям и имеющие общий барицентр вне их поверхности, считались бы двойной планетой. Под эту категорию могли подойти Плутон и Харон.
Согласно проекту, термин «малая планета» вышел бы из использования, вместо него употреблялось бы «малый объект Солнечной системы» (англ. small Solar System body,так называли бы астероиды, кометы и другие несферические объекты Солнченой системы, кроме спутников), а также создана новая классификация «плутон» (англ. pluton, название этой группы в русском языке совпадает с названием бывшей девятой планеты) для «планет» с орбитальным периодом более 200 лет (то есть все «планеты» за Нептуном) и с необычными вытянутыми орбитами, как та у Плутона. Здесь впервые был употреблён термин «карликовая планета», но официальным его сделать не планировали. Ещё одна проблема — все коричневые карлики тоже попали бы в категорию планет, что было бы неверно.
18 августа Отдел планетарных наук Американского астрономического общества одобрил данный проект.
Согласно проекту, масса объекта для вхождения в гидростатическое равновесие должна быть как минимум 5⋅1020 кг, а диаметр — 800 км. Майкл Браун заявил, что это действует лишь на каменные тела, для ледяных необходима меньшая масса и размер (200—400 км).

#### Плюсы
Данный проект поддержали многие астрономы, ведь за основу был взят один из главных факторов — сферическая форма объекта. Как заявили в МАС, данный проект не использует какие-либо созданные человеком ограничения в определении планет (имеются в виду размер и орбитальные характеристики), а полагается на «природу» таких объектов.
Также Плутон остался бы планетой, что нашло поддержку в американском обществе, это также связано с тем, что Плутон открыл именно американский астроном. Эта поддержка статуса планеты для Плутона была сильна и раньше: в 1999 году возник большой скандал вокруг того, что Плутон якобы «перестанет быть планетой». СМИ неправильно интерпретировали фразу «все транснептуновые объекты планируется внести в каталог малых планет», из-за чего многие и восприняли это, как лишение Плутона статуса планеты.

#### Критика
Проект подвергся критике за свою расплывчатость и неоднозначность. Астроном Фил Плейт и член NCSE Ник Мацке заявили, что проект резолюции получился плохим. Так, планета, которая была выброшена с орбиты звезды или в принципе никогда не имевшая родительскую звезду, уже не будет планетой (согласно пункту (б) проекта). То же касается и спутников планетарной массы (как, например, Титан и Ганимед). Если они будут выброшены с орбиты планеты и станут вращаться непосредственно вокруг звезды, то станут планетами. И последнее, в категорию планет войдут коричневые карлики, не являющиеся по своей сути планетами.
Критику также встретило определение двойной планеты. Так, Земля и Луна со временем могут стать такой двойной планетой, ведь из-за приливного ускорения барицентр сместится с поверхности Земли. Правда, произойдёт это через несколько миллиардов лет, уже после смерти Солнца.
Майкл Браун заявил в интервью 18 августа 2006 года, что не требуется вообще никакой резолюции по термину «планета», приводя в пример термин «континент». Овен Джинджерич, американский астроном, в тот же день заявил, что точно не знает, быть за проект или против него.

### Второй проект
18 августа группа участников МАС провела собрание по поводу принятия первого проекта. 18 человек проголосовали за, но 50 были против, предпочитая второй проект, предложенный уругвайскими астрономами Гонцало Танкреди и Хулио Ангелем Фернандесом. Второй проект звучал следующим образом:

п.1: Планета — это небесное тело, которое (а) является самым крупным объектом в местном населении [1], (б) имеет достаточную массу, чтобы войти в гидростатическое равновесие (принять почти сферическую форму) [2] и (в) не производит никакой энергии посредством термоядерных реакций[3].
п.2: Согласно п.1, все 8 классических планет, открытых до 1900 года, которые обращаются по почти круговым орбитам вблизи плоскости эклиптики, являются единственными планетами Солнечной системы. Все остальные объекты Солнечной системы меньше, чем Меркурий. Они удовлетворяют критериям (б) и (в), но не критерию (а). Они считаются «карликовыми планетами». К этой категории относятся Церера, Плутон и другие транснептуновые объекты. В отличие от классических планет, эти объекты имеют вытянутые орбиты с большим наклоном.
п.3: Все остальные объекты Солнечной системы, которые не удовлетворяют трём этим критериям, считать «малыми телами Солнечной системы»[4].
Уточнения:
[1] — Под «местным населением» подразумеваются объекты, которые пересекают орбиту данного объекта или находятся рядом с ней.
[2] — Точная масса и размеры не уточняются, зависит от материала, из которого состоит объект.
[3] — Таким образом, из классификации планет исключены коричневые карлики.
[4] — Сюда включаются астероиды (троянцы, околоземные, кентавры и транснептуновые объекты) и кометы
Оригинальный текст (англ.)(1) A planet is a celestial body that (a) is by far the largest object in its local population[1], (b) has sufficient mass for its self-gravity to overcome rigid body forces so that it assumes a hydrostatic equilibrium (nearly round) shape [2], (c) does not produce energy by any nuclear fusion mechanism [3].

(2) According to point (1) the eight classical planets discovered before 1900, which move in nearly circular orbits close to the ecliptic plane are the only planets of the Solar System. All the other objects in orbit around the Sun are smaller than Mercury. We recognize that there are objects that fulfill the criteria (b) and (c) but not criterion (a). Those objects are defined as "dwarf" planets. Ceres as well as Pluto and several other large Trans-Neptunian objects belong to this category. In contrast to the planets, these objects typically have highly inclined orbits and/or large eccentricities.
(3) All the other natural objects orbiting the Sun that do not fulfill any of the previous criteria shall be referred to collectively as "Small Solar System Bodies".[4]
Definitions and clarifications
   1. The local population is the collection of objects that cross or closely approach the orbit of the body in consideration.
   2. This generally applies to objects with sizes above several hundred kilometers, depending on the material strength.
   3. This criterion allows the distinction between gas giant planets and brown dwarfs or stars.

    4. This class currently includes most of the Solar System asteroids, Near-Earth objects (NEOs), Mars-, Jupiter- and Neptune-Trojan asteroids, most Centaurs, most Trans-Neptunian Objects (TNOs), and comets.

Этот проект стал основой финальной резолюции. Согласно ему, Плутон исключается из состава планет, которых осталось восемь.

### Поправки ко второму проекту
22 августа была представлена обновлённая версия второго проекта с двумя поправками. Первое изменение — точное определение всех малых сферических объектов пояса Койпера. Был утверждён термин «карликовая планета», вместо термина «плутон». Во-первых, термин «плутон» употребляется в геологии, а во-вторых, сама бывшая девятая планета во многих языках (в том числе и в русском) также именуется Плутоном, что создавало бы путаницу.
Вторая поправка касается двойных планет. Было уточнено, что двойной планетой можно назвать систему, в которой барицентр всё время находится вне поверхности обоих объектов. Это касалось тех случаев, когда орбита одного из компонентов сильно вытянута и барицентр то смещается внутрь одного из объектов, то выходит снова.
22 августа были проведены два открытых собрания, которые закончились резким изменением базового определения планеты. Позиция астронома Хулио Ангеля Фернандеса взяла верх среди присутствовавших участников, и было описано, что оно останется главным и к 24 августа. В результате этого положения будет только восемь планет, а Плутон будет считаться «карликовой планетой». Обсуждение на первом собрании было жарким и оживленным, члены МАС выразили несогласие друг с другом по таким вопросам, как относительные достоинства статической и динамической физики; главным камнем преткновения было то, следует ли включать орбитальные характеристики тела в число критериев определения. В показательном голосовании участники сильно отклонили предложения о плутоноподобных объектах и системах двойных планет и разделились поровну по вопросу о гидростатическом равновесии. Было сказано, что дебаты «все еще открыты», а частные встречи будут проводиться перед голосованием, запланированным на следующий день.
На втором заседании, после «секретных» переговоров, начал вырисовываться компромисс. Исполнительный комитет сделал явное предложение исключить рассмотрение в резолюции экзопланет и включить в определение критерий, касающийся доминирования объекта в его окрестностях.

### Финальный проект резолюции и голосование
Был принят 24 августа 2006 года. Звучит следующим образом:

МАС постановляет, что планеты и другие тела в Солнечной системе можно разделить на три отдельные категории следующим образом:
п.1: Планета — это небесное тело, которое (а) вращается вокруг Солнца [1], (б) имеет достаточную массу, чтобы войти в гидростатическое равновесие (принять почти сферическую форму) и (в) вблизи орбиты которого имеется «пространство, свободное от других тел».
п.2: Карликовая планета — это небесное тело, которое (а) вращается вокруг Солнца , (б) имеет достаточную массу, чтобы войти в гидростатическое равновесие (принять почти сферическую форму)[2], (в) вблизи орбиты которого нет «пространства, свободного от других тел» и (г) оно не является спутником.
п.3: Все остальные объекты [3], вращающиеся вокруг Солнца считать «малыми телами Солнечной системы»
[1] — Планетами являются: Меркурий, Венера, Земля, Марс, Юпитер, Сатурн, Уран и Нептун.
[2] — Чёткие разграничения объектов между карликовыми планетами и малыми телами будут установлены позднее.
[3] — Сюда включаются астероиды, транснептуновые объекты, кометы и другие небольшие объекты.
Оригинальный текст (англ.)    The IAU...resolves that planets and other bodies in the Solar System be defined into three distinct categories in the following way:

    (1) A planet [1] is a celestial body that (a) is in orbit around the Sun, (b) has sufficient mass for its self-gravity to overcome rigid body forces so that it assumes a hydrostatic equilibrium (nearly round) shape, and (c) has cleared the neighbourhood around its orbit.
   (2) A "dwarf planet" is a celestial body that (a) is in orbit around the Sun, (b) has sufficient mass for its self-gravity to overcome rigid body forces so that it assumes a hydrostatic equilibrium (nearly round) shape [2], (c) has not cleared the neighbourhood around its orbit, and (d) is not a satellite.
   (3) All other objects [3] orbiting the Sun shall be referred to collectively as "Small Solar System Bodies".
   [1] The eight planets are: Mercury, Venus, Earth, Mars, Jupiter, Saturn, Uranus, and Neptune.
   [2] An IAU process will be established to assign borderline objects into either dwarf planet and other categories.

    [3] These currently include most of the Solar System asteroids, most Trans-Neptunian Objects (TNOs), comets, and other small bodies.

Голосование по принятию проекта проходило на пленарном заседании Ассамблеи во второй половине дня. После возврата к правилам, установленным 15 августа, каждый отдельный член МАС, присутствующий на Ассамблее, имел право голоса. Пленарное заседание проходило под руководством астронома Джоселин Белл Бернелл. Во время этого заседания члены МАС голосовали по каждой резолюции, поднимая желтые карточки. Команда студентов подсчитывала голоса в каждой секции аудитории, а астроном Вирджиния Тримбл составляла и подсчитывала подсчеты голосов.
Исполнительный комитет МАС представил четыре дополнительных резолюции, уточняющих отдельные пункты определения термина «планета».
- Резолюция 5A — собственно, основная резолюция, принятая большинством голосов.
- Резолюция 5B — в первом пункте уточнялось, что 8 классических планет. Была отклонена[31].
- Резолюция 6A — создавала конкретный пункт, касающийся Плутона и его классификации как карликовой планеты. Была принята (237 за, 157 против)[32].
- Резолюция 6B — предлагалось назвать транснептуновые карликовые планеты «плутоновыми объектами». Была отклонена с разницей лишь в три голоса (186 за, 183 против)[31].

## Финальный текст резолюции
Финальный текст резолюции, принятый 24 августа 2006 года в результате голосования на XXVI Ассамблее МАС в виде резолюции 5A, звучит следующим образом:

МАС постановляет, что планеты и другие тела в Солнечной системе, за исключением спутников, можно разделить на три отдельные категории следующим образом:
п.1: Планета [1] — это небесное тело, которое (а) вращается вокруг Солнца, (б) имеет достаточную массу, чтобы войти в гидростатическое равновесие (принять почти сферическую форму) и (в) вблизи орбиты которого имеется «пространство, свободное от других тел».
п.2: Карликовая планета — это небесное тело, которое (а) вращается вокруг Солнца , (б) имеет достаточную массу, чтобы войти в гидростатическое равновесие (принять почти сферическую форму)[2], (в) вблизи орбиты которого нет «пространства, свободного от других тел» и (г) оно не является спутником.
п.3: Все остальные объекты [3], вращающиеся вокруг Солнца считать «малыми телами Солнечной системы»
Уточнения:
[1] — Планетами являются: Меркурий, Венера, Земля, Марс, Юпитер, Сатурн, Уран и Нептун.
[2] — Чёткие разграничения объектов между карликовыми планетами и малыми телами будут установлены позднее.
[3] — Сюда включаются астероиды, транснептуновые объекты, кометы и другие небольшие объекты.
МАС также постановляет:
Плутон — это карликовая планета, согласно вышеуказанной классификации, и он является прототипом для новой категории транснептуновых объектов.[1]
Уточнение:
[1] — Название этой категории будет определено позднее
Оригинальный текст (англ.)    The IAU...resolves that planets and other bodies, except satellites, in the Solar System be defined into three distinct categories in the following way:

    (1) A planet [1] is a celestial body that (a) is in orbit around the Sun, (b) has sufficient mass for its self-gravity to overcome rigid body forces so that it assumes a hydrostatic equilibrium (nearly round) shape, and (c) has cleared the neighbourhood around its orbit.
   (2) A "dwarf planet" is a celestial body that (a) is in orbit around the Sun, (b) has sufficient mass for its self-gravity to overcome rigid body forces so that it assumes a hydrostatic equilibrium (nearly round) shape [2], (c) has not cleared the neighbourhood around its orbit, and (d) is not a satellite.
   (3) All other objects [3], except satellites, orbiting the Sun shall be referred to collectively as "Small Solar System Bodies".
   Footnotes:
   [1] The eight planets are: Mercury, Venus, Earth, Mars, Jupiter, Saturn, Uranus, and Neptune.
    [2] An IAU process will be established to assign borderline objects into either dwarf planet and other categories.
   [3] These currently include most of the Solar System asteroids, most Trans-Neptunian Objects (TNOs), comets, and other small bodies.
The IAU further resolves:
   Pluto is a "dwarf planet" by the above definition and is recognized as the prototype of a new category of Trans-Neptunian Objects[1].
   Footnote:

    [1] An IAU process will be established to select a name for this category.

Таким образом, резолюция прямо указывала на то, что Плутон, до этого 76 лет бывший девятой планетой, потерял этот статус. МАС также постановил, что планеты и карликовые планеты — две разные категории, так что несмотря на название, карликовые планеты планетами не являются.

Итоговая классификация планет и карликовых планет, согласно резолюции

## Проблемы при принятии

### «Пространство, очищенное от других тел»
Алан Стерн, ведущий учёный программы «Новые горизонты» для исследования Плутона, раскритиковал этот пункт резолюции, заявив, что Земля, Марс, Юпитер и Нептун, как и Плутон, не очистили свои орбиты от посторонних тел. У Земли есть около 10 000 околоземных астероидов, у Юпитера — 100 000 троянцев, а у Нептуна множество орбитальных резонансов с троянцами и транснептуновыми объектами. Как заявил учёный: «Если бы Нептун расчистил свою орбиту, Плутона бы здесь не было.».
Некоторые астрономы опровергают это мнение, заявляя, что классические планеты не только не очистили свои орбиты, но и полностью контролируют орбиты других тел в пределах своей орбитальной зоны. Хотя Юпитер действительно сосуществует с большим количеством маленьких тел на своей орбите (троянские астероиды), эти тела существуют только на орбите Юпитера, поскольку они находятся под влиянием огромной гравитации планеты. Земля аккрецирует или выбрасывает околоземные астероиды в масштабе миллионов лет, тем самым очищая свою орбиту. Точно так же Плутон может пересекать орбиту Нептуна, но Нептун давно заблокировал Плутон и сопутствующие ему объекты пояса Койпера, называемые плутино, в резонанс 3:2. Поскольку орбиты этих объектов полностью определяются гравитацией Нептуна, Нептун является гравитационно доминирующим.
11 июня 2008 года группа карликовых планет за орбитой Нептуна получила название «плутоиды». К ним отнесли Плутон, Эриду, Хаумею и Макемаке. Определение группы от МАС:

Плутоиды — это космические тела, обращающиеся вокруг Солнца дальше, чем Нептун, имеющие достаточную массу, чтобы войти в гидростатическое равновесие (принять почти сферическую форму) но вблизи орбиты которых нет пространства, свободного от других тел.
Оригинальный текст (англ.)Plutoids are celestial bodies in orbit around the Sun at a distance greater than that of Neptune that have sufficient mass for their self-gravity to overcome rigid body forces so that they assume a hydrostatic equilibrium (near-spherical) shape, and that have not cleared the neighbourhood around their orbit.

Важной проблемой является разграничение планет и карликовых планет вне Солнечной системы, ведь пункт про свободное от иных тел пространство там просто нельзя проверить из-за малых данных о планетных системах. Вместо этого используется неформальный критерий, определяющий класс по размеру планеты, в качестве разграничителя используется размер Луны.

### Явка на голосовании
Финальное голосование 24 августа подверглось критике из-за относительно небольшого процента участвовавших членов МАС, из 9000 членов участвовало 424 (менее 5%). Помимо того факта, что большинство членов не посещают Генеральные ассамблеи, этот недостаток также был связан со сроками голосования: окончательное голосование проводилось в последний день 10-дневного мероприятия, после того как многие участники уехали или готовились уезжать. Многие астрономы также не смогли или решили не поехать в Прагу и, таким образом, не проголосовали. Астроном Марла Геха, однако, пояснила, что не все члены МАС были необходимы для голосования по вопросу классификации, а только те, чья работа напрямую связана с изучением планет.